# Frederik I. Švédský
Frederik I. Švédský, také Fridrich I. Hesensko-Kasselský (švédsky Fredrik I, německy Friedrich I; 28. dubna 1676, Kassel – 25. března 1751, Stockholm) byl švédský král v letech 1720–1751 a lankrabě hesensko-kasselský.

## Biografie
Narodil se 28. dubna roku 1676 v Kasselu jako třetí syn hesensko-kasselského landkarběte Karla (1654–1730) a jeho manželky Marie Amálie Kuronské (1653–1711).
Dostalo se mu na jeho dobu vynikajícího vzdělání, po jehož dokončení uskutečnil cestu do Holandska, Švýcarska, Itálie, Dánska a Německa. 31. května roku 1700 se oženil se svou sestřenicí Luisou Doroteou Pruskou (1680–1705), jedinou dcerou pruského krále Fridricha I. a jeho manželky Alžběty Henrietty Hesensko-Kasselské. Luisa Dorotea zemřela v roce 1705, nezůstavivši žádných potomků.
Záhy po započetí války o španělské dědictví (1701) byl Fridrich svým otcem vyslán v čele pomocného sboru do Nizozemí, kde se až do uzavření Utrechtského míru v roce 1713 účastnil bojů na straně koalice.
V roce 1710 započal Fridrich jednání o novém sňatku, a sice se sestrou švédského krále Karla XII. Ulrikou Eleonorou. Jednání byla úspěšná a koncem roku 1714 přibyl Fridrich do Stockholmu, kde se 24. března následujícího roku uskutečnila svatba.
V roce 1716 se Fridrich účastnil tažení do Norska, kde utrpěl vážné zranění. V tomtéž roce byl ustanoven hlavním velitelem švédských vojsk a v roce 1718 se účastnil tažení, v němž Karel XII. padl. Po této neočekávané králově smrti, aby zajistil své manželce trůn, přikázal uvěznit Georga Heinricha von Görtze, který byl vůdčí osobností strany podporující nároky vévody Karla Fridrich Holštýnsko-Gottorpského, jejího synovce, syna starší Ulričiny sestry Hedviky Žofie.
Když Riksdag v roce 1719 potvrdil volbu Ulriky Eleonory královnou, přála si učinit svého manžela spoluvládcem, ten však se nehodlal spokojit s tímto postavením. Bezmezná oddanost královny svému manželovi mu dovolila mít silný vliv na vládu. Titul hlavního velitele, dříve pouze čestný, mu dál možnost reálně ovlivňovat vojenské otázky. Stál za rozhodnutím odstoupit Brémy a Verden Hannoveru a část Pomořanska ve prospěch Pruska, aby je přitáhl spolu s Anglií na svou stranu proti Rusku.

### Švédský král
Jeho vliv a nerozhodnost královny vedly k tomu, že Riksdag přistoupil na plán Ulriky Eleonory vzdát se trůnu ve prospěch Fridrichův. 24. března roku 1720 byl zvolen králem pod jménem Frederik I. a 3. května téhož roku byl ve Stockholmu korunován. Jeho instalace na trůn však znamenala další omezení královské moci.
Již za rok Frederik ztratil mnoho svých příznivců, což bylo z velké části způsobeno s uzavřením pro Švédsko značně nevýhodného Nystadského míru v roce 1721. Kromě toho nevůli vyvolávaly i jeho pokusy rozšířit své pravomoci na úkor současné formy vlády. To vedlo k posílení tzv. holštýnské strany. Od roku 1723 přestal Frederik hrát v politice Švédska významnou roli.
V roce 1730 se stal i hesenským lankrabětem, vládu v Hesensku však prakticky delegoval na svého bratra Viléma.
Frederik zůstal pro Švédy cizincem, nenaučil se ani jejich jazyku. Jeho záliba v požitcích postupně přerostla v bohapustou zhýralost. Jeho čas vyplňovaly lov, pitky a milostné avantýry.
Od roku 1730 udržoval víceméně stálý vztah s dvorní dámou Hedvikou Ulrikou Taube, dcerou člena Riksdagu Edvarda Taube. Časem dostala titul říšské hraběnky von Hessenstein; porodila králi dva syny a dvě dcery. Po smrti Ulriky Eleonory v roce 1741 s ní uzavřel morganatický sňatek; manželství však netrvalo dlouho, neboť Hedvika zemřela již v roce 1744.
V roce 1748 ranila Frederika několikrát mrtvice a 25. března roku 1751 ve Stockholmu zemřel, nezůstaviv žádného legitimního potomka a následníka.
Jeho nástupcem zvolil Riksdag Adolfa Fridricha z rodu Holstein-Gottorp.

## Vývod z předků
|                     |                                    |  |                  |                                      |  |  |  |  |  |  |  | Mořic Hesensko-Kasselský |
|                     |                                    |  |                  |                                      |  |  |  |  |  |  |  |                          |
|                     | Vilém V. Hesensko-Kasselský        |  |                  |                                      |  |  |  |  |  |  |  |                          |
|                     |                                    |  |                  |                                      |  |  |  |  |  |  |  |                          |
|                     |                                    |  |                  | Anežka ze Solms-Laubachu             |  |  |  |  |  |  |  |                          |
|                     |                                    |  |                  |                                      |  |  |  |  |  |  |  |                          |
|                     | Vilém VI. Hesensko-Kasselský       |  |                  |                                      |  |  |  |  |  |  |  |                          |
|                     |                                    |  |                  |                                      |  |  |  |  |  |  |  |                          |
|                     |                                    |  |                  | Filip Ludvík II. z Hanau-Münzenbergu |  |  |  |  |  |  |  |                          |
|                     |                                    |  |                  |                                      |  |  |  |  |  |  |  |                          |
|                     | Amálie Alžběta z Hanau-Münzenbergu |  |                  |                                      |  |  |  |  |  |  |  |                          |
|                     |                                    |  |                  |                                      |  |  |  |  |  |  |  |                          |
|                     |                                    |  |                  | Kateřina Belgica Nasavská            |  |  |  |  |  |  |  |                          |
|                     |                                    |  |                  |                                      |  |  |  |  |  |  |  |                          |
|                     | Karel I. Hesensko-Kasselský        |  |                  |                                      |  |  |  |  |  |  |  |                          |
|                     |                                    |  |                  |                                      |  |  |  |  |  |  |  |                          |
|                     |                                    |  |                  | Jan Zikmund Braniborský              |  |  |  |  |  |  |  |                          |
|                     |                                    |  |                  |                                      |  |  |  |  |  |  |  |                          |
|                     | Jiří Vilém Braniborský             |  |                  |                                      |  |  |  |  |  |  |  |                          |
|                     |                                    |  |                  |                                      |  |  |  |  |  |  |  |                          |
|                     |                                    |  |                  | Anna Pruská                          |  |  |  |  |  |  |  |                          |
|                     |                                    |  |                  |                                      |  |  |  |  |  |  |  |                          |
|                     | Hedvika Žofie Braniborská          |  |                  |                                      |  |  |  |  |  |  |  |                          |
|                     |                                    |  |                  |                                      |  |  |  |  |  |  |  |                          |
|                     |                                    |  |                  | Fridrich IV. Falcký                  |  |  |  |  |  |  |  |                          |
|                     |                                    |  |                  |                                      |  |  |  |  |  |  |  |                          |
|                     | Alžběta Šarlota Falcká             |  |                  |                                      |  |  |  |  |  |  |  |                          |
|                     |                                    |  |                  |                                      |  |  |  |  |  |  |  |                          |
|                     |                                    |  |                  | Luisa Juliana Oranžská               |  |  |  |  |  |  |  |                          |
|                     |                                    |  |                  |                                      |  |  |  |  |  |  |  |                          |
| Frederik I. Švédský |                                    |  |                  |                                      |  |  |  |  |  |  |  |                          |
|                     |                                    |  |                  |                                      |  |  |  |  |  |  |  |                          |
|                     |                                    |  | Gotthard Kettler |                                      |  |  |  |  |  |  |  |                          |
|                     |                                    |  |                  |                                      |  |  |  |  |  |  |  |                          |
|                     | Vilém Kettler                      |  |                  |                                      |  |  |  |  |  |  |  |                          |
|                     |                                    |  |                  |                                      |  |  |  |  |  |  |  |                          |
|                     |                                    |  |                  | Anna Meklenburská                    |  |  |  |  |  |  |  |                          |
|                     |                                    |  |                  |                                      |  |  |  |  |  |  |  |                          |
|                     | Jakub Kettler                      |  |                  |                                      |  |  |  |  |  |  |  |                          |
|                     |                                    |  |                  |                                      |  |  |  |  |  |  |  |                          |
|                     |                                    |  |                  | Albrecht Fridrich Pruský             |  |  |  |  |  |  |  |                          |
|                     |                                    |  |                  |                                      |  |  |  |  |  |  |  |                          |
|                     | Sofie Pruská                       |  |                  |                                      |  |  |  |  |  |  |  |                          |
|                     |                                    |  |                  |                                      |  |  |  |  |  |  |  |                          |
|                     |                                    |  |                  | Marie Eleonora Klevská               |  |  |  |  |  |  |  |                          |
|                     |                                    |  |                  |                                      |  |  |  |  |  |  |  |                          |
|                     | Marie Amálie Kuronská              |  |                  |                                      |  |  |  |  |  |  |  |                          |
|                     |                                    |  |                  |                                      |  |  |  |  |  |  |  |                          |
|                     |                                    |  |                  | Jan Zikmund Braniborský              |  |  |  |  |  |  |  |                          |
|                     |                                    |  |                  |                                      |  |  |  |  |  |  |  |                          |
|                     | Jiří Vilém Braniborský             |  |                  |                                      |  |  |  |  |  |  |  |                          |
|                     |                                    |  |                  |                                      |  |  |  |  |  |  |  |                          |
|                     |                                    |  |                  | Anna Pruská                          |  |  |  |  |  |  |  |                          |
|                     |                                    |  |                  |                                      |  |  |  |  |  |  |  |                          |
|                     | Luisa Šarlota Braniborská          |  |                  |                                      |  |  |  |  |  |  |  |                          |
|                     |                                    |  |                  |                                      |  |  |  |  |  |  |  |                          |
|                     |                                    |  |                  | Fridrich IV. Falcký                  |  |  |  |  |  |  |  |                          |
|                     |                                    |  |                  |                                      |  |  |  |  |  |  |  |                          |
|                     | Alžběta Šarlota Falcká             |  |                  |                                      |  |  |  |  |  |  |  |                          |
|                     |                                    |  |                  |                                      |  |  |  |  |  |  |  |                          |
|                     |                                    |  |                  | Luisa Juliana Oranžská               |  |  |  |  |  |  |  |                          |
|                     |                                    |  |                  |                                      |  |  |  |  |  |  |  |                          |